# Ван Сяохун (плавчиня)
Ван Сяохун (20 листопада 1968) — китайська плавчиня.
Учасниця Олімпійських Ігор 1988 року, срібна медалістка 1992 року. Срібна медалістка Чемпіонату світу з водних видів спорту 1991 року.